# William Lee (uppfinnare)
William Lee, född cirka 1550 i Calverton, Nottinghamshire, död 1610 i Paris, var en brittisk kyrkoman och uppfinnare som 1589 uppfann stickmaskinen för strumpor.